# Kampfgeschwader 257
Le Kampfgeschwader 257 Löwengeschwader (KG 257) (257e escadron de bombardiers) est une unité de bombardiers de la Luftwaffe pendant la Seconde Guerre mondiale. 

## Organisation

### Stab. Gruppe
Formé le 1er avril 1938 à Lunebourg.

Le 1er mai 1939, il est renommé Stab/KG 26.

Geschwaderkommodore (Commandant de l'escadron) :
| Début             | Fin             | Grade  | Nom                             |
| ----------------- | --------------- | ------ | ------------------------------- |
| 1er avril 1938    | 31 octobre 1938 | Oberst | Wolfram Freiherr von Richthofen |
| 1er novembre 1938 | 1er mars 1939   | Oberst | Hans Siburg                     |

### I. Gruppe
Formé le 1er avril 1937 à Zerbst avec :
- Stab I./KG 257 nouvellement créé
- 1./KG 257 nouvellement créé
- 2./KG 257 nouvellement créé
- 3./KG 257 nouvellement créé

Le 1er mai 1939, le I./KG 257 est renommé I./KG 26 avec :
- Stab I./KG 257 devient Stab I./KG 26
- 1./KG 257 devient 1./KG 26
- 2./KG 257 devient 2./KG 26
- 3./KG 257 devient 3./KG 26

Gruppenkommandeure (Commandant de groupe) :
| Début          | Fin          | Grade  | Nom                 |
| -------------- | ------------ | ------ | ------------------- |
| 1er avril 1937 | 31 mars 1939 | Oberst | Gerhard Conrad (de) |
| 1er avril 1939 | 1er mai 1939 | Major  | Walter Loebel       |

### II. Gruppe
Formé le 1er avril 1937 à Lunebourg  avec :
- Stab II./KG 257 nouvellement créé
- 4./KG 257 nouvellement créé
- 5./KG 257 nouvellement créé
- 6./KG 257 nouvellement créé

Le 1er mai 1939, le II./KG 257 est renommé II./KG 26 avec :
- Stab II./KG 257 devient Stab II./KG 26
- 4./KG 257 devient 4./KG 26
- 5./KG 257 devient 5./KG 26
- 6./KG 257 devient 6./KG 26

Gruppenkommandeure :
| Début          | Fin          | Grade | Nom       |
| -------------- | ------------ | ----- | --------- |
| 1er avril 1937 | Juin 1938    | Major | Simon     |
| Juin 1938      | 1er mai 1939 | Major | von Bushe |

### III. Gruppe
Formé le 1er mars 1937 à Memmingen avec :
- Stab III./KG 257 nouvellement créé
- 7./KG 257 nouvellement créé
- 8./KG 257 nouvellement créé
- 9./KG 257 nouvellement créé

Le 1er mai 1939, le III./KG 257 est renommé IV./KG 152 avec :
- Stab III./KG 257 devient Stab IV./KG 152
- 7./KG 257 devient 10./KG 152
- 8./KG 257 devient 11./KG 152
- 9./KG 257 devient 12./KG 152

Gruppenkommandeure :
| Début          | Fin              | Grade          | Nom                   |
| -------------- | ---------------- | -------------- | --------------------- |
| 1er avril 1937 | 1er octobre 1937 | Oberstleutnant | Dr Robert Knauss (de) |